# Anna-Schmidt-Schule
Die Anna-Schmidt-Schule (kurz: ASS) ist eine staatlich anerkannte Ersatzschule in den Stadtteilen Westend und Nieder-Erlenbach von Frankfurt am Main.

## Daten

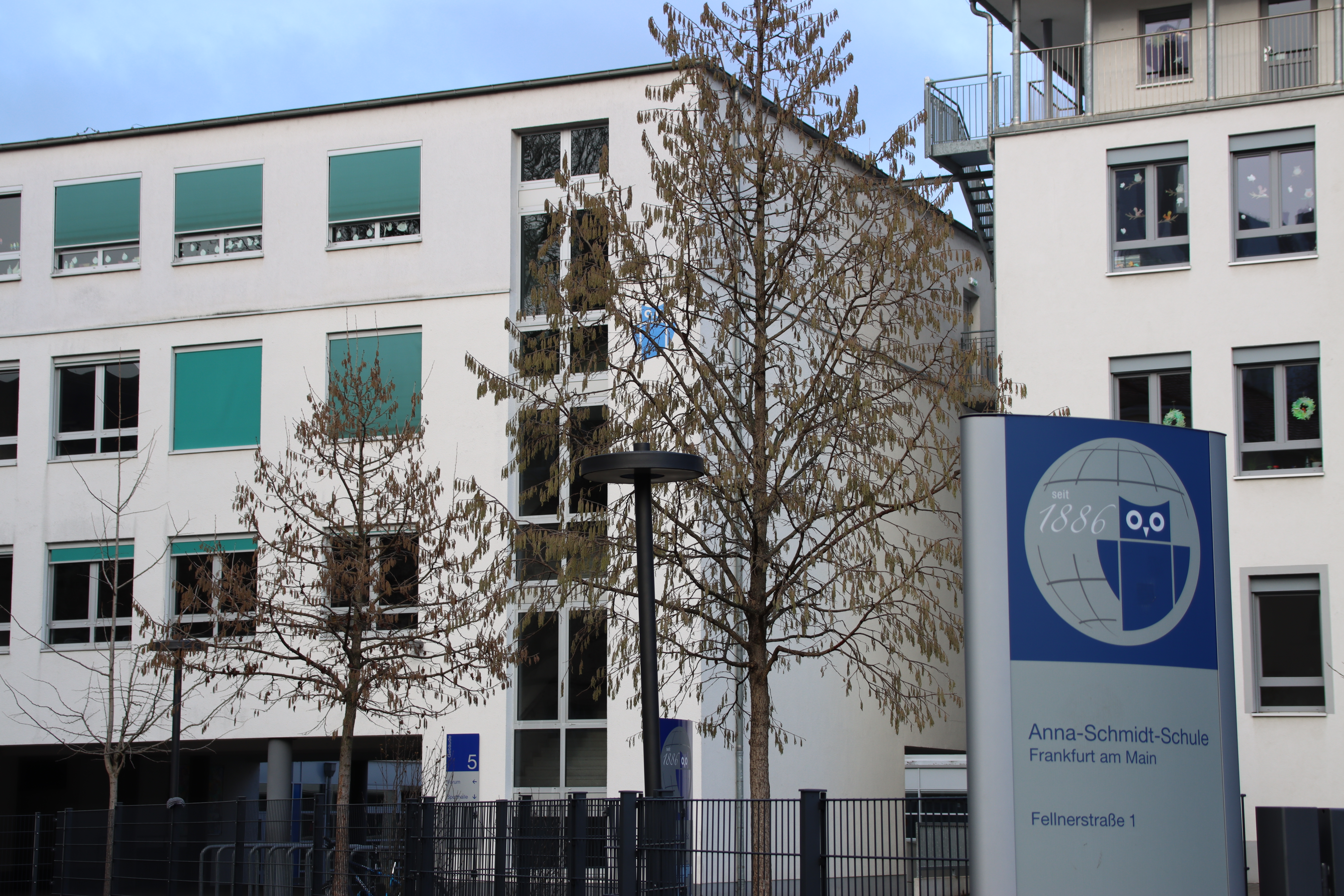
Anna-Schmidt-Schule Stadtschule Eingang

Die Schule wurde nach ihrer Gründerin Anna Schmidt (1852–1929) benannt. Träger der Schule ist der Schulverein Anna Schmidt e. V. Das Angebot der Schule umfasst das Montessori-Kinderhaus, die Montessori-Grundschule, die Regelgrundschule und zwei Gymnasien (ein G8-Gymnasium mit gymnasialer Oberstufe am Standort Westend sowie ein G9-Gymnasium ohne Oberstufe am Standort Nieder-Erlenbach). Seit 1979 fungiert die Anna-Schmidt-Schule als anerkannte UNESCO-Projektschule und des Weiteren als Ganztagsschule. Die MINT-freundliche Anna-Schmidt-Schule wurde 2021 von der Initiative „MINT Zukunft schaffen“ als „Digitale Schule“ ausgezeichnet. Etwa 1500 Schülerinnen und Schüler und 100 Kinderhauskinder werden von etwa 160 Lehrkräften und Pädagogen unterrichtet bzw. betreut. Des Weiteren hat die Schule über 30 Verwaltungsmitarbeitende.

## Schüleraustauschprogramme
Die Anna-Schmidt-Schule betreibt Austausche mit Frankreich (Hennebont, Bretagne, Marseille), Irland (Lucan),  Ungarn (Budapest) und China (Guangzhou).

## Geschichte
| Zeitraum  | Rektor             |
| --------- | ------------------ |
| 1886–1929 | Anna Schmidt       |
| 1929–1948 | Käthe Heisterbergk |
| 1948–1986 | Paul Scheid        |
| 1986–1998 | Herbert Weidlich   |
| 1998–2009 | Michael Gehrig     |
| 2009–2024 | Petra König        |
| seit 2024 | Lars Hierath       |

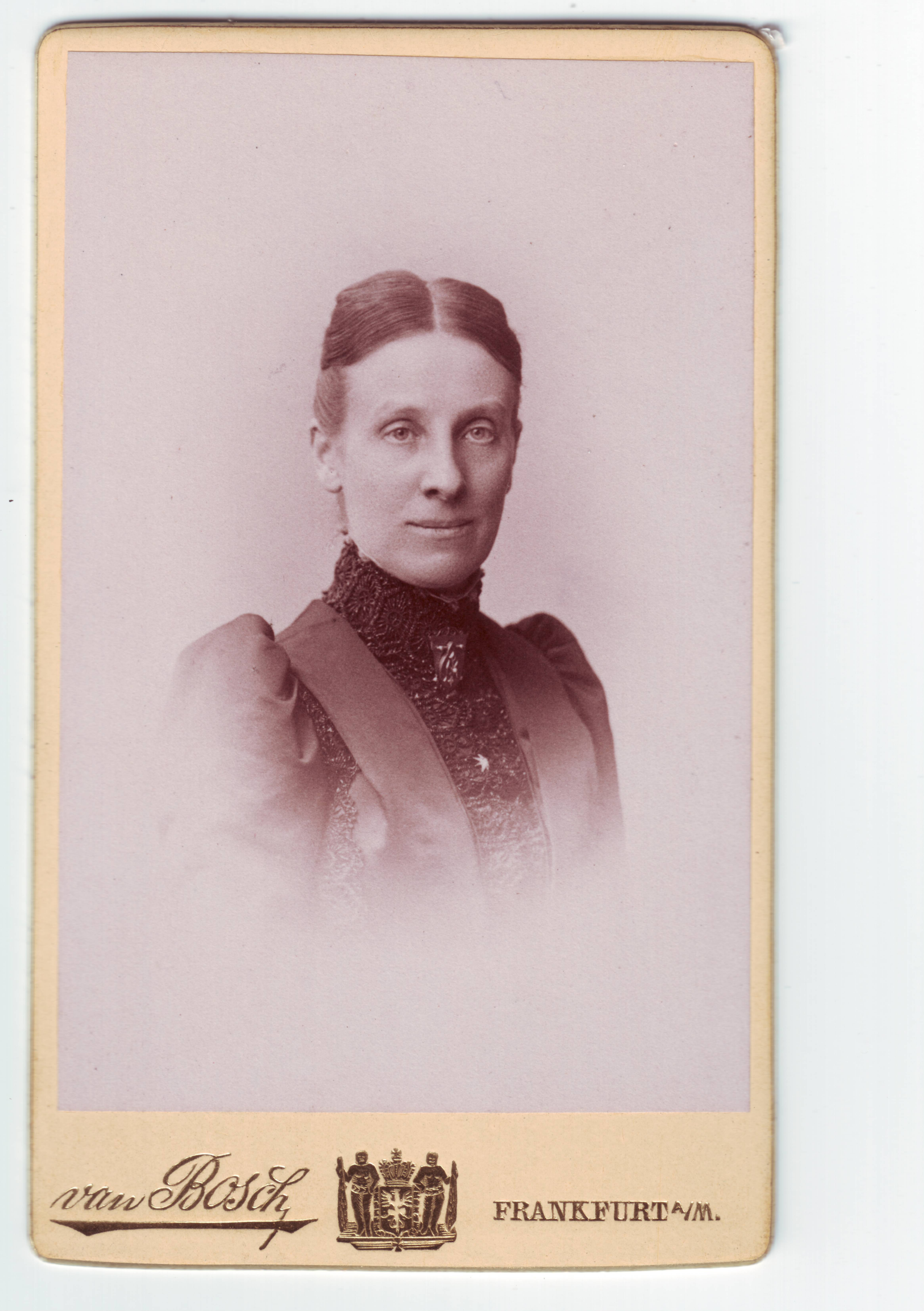
Gründerin Anna Schmidt (1852–1929)

Gegründet wurde die heutige Anna-Schmidt-Schule zunächst als reine Mädchenschule im Jahr 1886 von der gebürtigen Frankfurterin Anna Schmidt. Der erste Standort befand sich in der Mainzer Landstraße. Die Schule zog nach drei Jahren, aufgrund des absehbaren Erfolgs, in ein „richtiges“ Schulgebäude am Blittersdorffplatz ein. Das Königliche Provinzialschulkollegium erkannte sie im Jahr 1900 als höhere Lehranstalt an, weshalb von der Schulleitung das Unterrichtsprogramm ausgebaut wurde. Neben den klassischen Fächern wie Deutsch, Rechnen, Religion, Sprachen und Handarbeiten wurden nun auch die Naturwissenschaften und Turnen gelehrt. Im Jahre 1929 starb Anna Schmidt, welche der Schule bis dato im Bereich der Fremdsprachen einen hervorragenden Ruf erworben hat.
Käthe Heisterbergk übernahm die Leitung als Nachfolgerin von Anna Schmidt. Heisterbergk hat die Schule während der Weltwirtschaftskrise, der NS-Zeit, der Kriegs- und Nachkriegszeit aufrechterhalten. Mehrere Male musste sie eine neue Unterkunft für ihre Schülerinnen finden, da die Schulräume bei den Luftangriffen auf Frankfurt am Main durch Fliegerbomben zerstört wurden.
1948 übernahm Paul Scheid die Anna-Schmidt-Schule. Er führte Grundschulklassen für Jungen und Mädchen ein, eröffnete 1951 ein Montessori-Kinderhaus und 1956 eine Montessori-Grundschule, die den Prinzipien Maria Montessoris („Hilf mir, es selbst zu tun“) verpflichtet sind. Dank seiner internationalen Arbeit wurde die Schule 1979 als UNESCO-Projektschule anerkannt.
1986 übernahm Herbert Weidlich die Leitung der Schule, welche dann 1998 von Michael Gehrig übernommen wurde. Im November 2008 führten Vorwürfe der Veruntreuung von finanziellen Zuwendungen gegenüber Schulleiter Michael Gehrig zu dessen Ablösung durch Petra König. Schüler und Eltern reagierten darauf mit heftigen Vorwürfen und bekundeten ihre Solidarität gegenüber Gehrig.
Petra König leitete die Anna-Schmidt-Schule 16 Jahre erfolgreich und wurde im Sommer 2024 durch ihren Nachfolger Lars Hierath abgelöst.

## UNESCO-Projektschule
Seit 1979 ist die Anna-Schmidt-Schule eine UNESCO-Projektschule. Sie ist eine von ungefähr zwanzig UNESCO-Projektschulen im Bundesland Hessen, deren Ziele es sind, Bildung, Wissenschaft, Kultur und Kommunikation auf der Welt zu fördern, wofür die Anna-Schmidt-Schule sich ebenfalls einsetzt. Sie betreibt Auslandsprogramme in China, Indien (Vikasana), Kenia (Ilmissigiyo) und Kulturarbeit, deren Ziel die Zusammenarbeit zwischen Israelis und Palästinensern ist (→ Nahostkonflikt). Diese Aufgaben übernimmt das Lehrerkollegium, welches die Aufgaben der internationalen Erziehung in den Unterricht mit einbezieht. Die Eltern der Schüler unterstützen einige dieser Programme auch finanziell.

## Sonstiges
- Die Anna-Schmidt-Schule ist die älteste Privatschule von Frankfurt am Main.[7]
- Die Anna-Schmidt-Schule hat als erste Schule Hessens das achtjährige Gymnasium eingeführt.[7]